# Cosgriffius
Cosgriffius campi
Genre
Espèce
Cosgriffius est un genre fossile de temnospondyles trématosauridés de la famille des Trematosauridae. Ce genre n'est représenté que par son espèce type, Cosgriffius campi.

## Description
Le crâne qui a servi à la description de cette espèce était long et mince, caractéristiques généralement associées à la sous-famille des trématosauridés Lonchorhynchinae. C'est le seul trématosauridé connu de l'ouest de l'Amérique du Nord.

## Systématique
Le genre Cosgriffius et l'espèce Cosgriffius campi ont été décrits en 1993 par Samuel Paul Welles,,, sur la base d'un seul crâne partiel issu de la célèbre carrière de Meteor Crater, dans la formation Moenkopi (en) du début du Trias, en Arizona, qui a également produit des restes plus abondants du capitosaure Wellesaurus peabodyi.

### Étymologie
Le nom générique, Cosgriffius, a été choisi en l'honneur de John Cosgriff (d) (1931-1985) qui a contribué à la connaissance des Lonchorhynchinae.
Son épithète spécifique, campi, lui a été donnée en l'honneur du paléontologue Charles Lewis Camp (1893-1975) qui a participé aux travaux entrepris par John Cosgriff et l'auteur sur les Lonchorhynchinae.

### Publication originale
- (en) Samuel P. Welles, « A review of lonchorhynchine trematosaurs (Labryrinthodontia), and a description of a new genus and species from the lower Moenkopi Formation of Arizona », PaleoBios, États-Unis, vol. 14, no 3,‎ 1993, p. 1–24 (ISSN 0031-0298, e-ISSN 2373-8189, lire en ligne, consulté le 24 juin 2025).